# Su Song

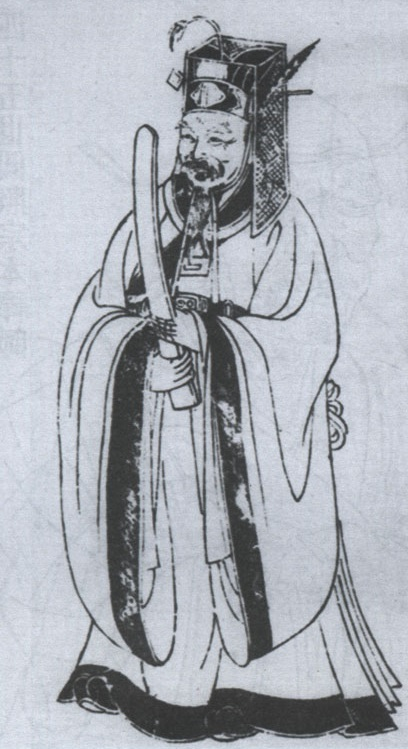
Su Song

Su Song (chinois traditionnel : 蘇頌, pinyin : Sū Sòng, prénom social : Zirong 子容), né en 1020 et mort en 1101, fut un savant polymathe chinois lors de la période de la dynastie Song (960-1279).
Après avoir réussi l’examen impérial de plus haut niveau, il mena une carrière brillante de haut fonctionnaire, occupant des postes prestigieux dans l’administration impériale, jusqu’au poste de premier ministre (Zǎixiàng 宰相).
Su Song est un exemple remarquable de savant polymathe de la Chine impériale qui a réussi à concilier des fonctions officielles de haut niveau avec des contributions significatives dans des domaines aussi variés que la pharmacopée, l'astronomie, la philologie, l’ingénierie (construction d’horloge astronomique) etc.

## Biographie
Su Song est né à Nan’an 南安, dans le Quanzhou 泉州, actuellement district de Tong'an 同安区 (ville de Xiamen 廈門), dans la province du Fujian 福建.
Issu d’une famille noble du Sud du Fujian, Su Song réussit en 1042 l’examen impérial de plus haut niveau, appelé Jinshi 進士. Il travaille longtemps dans le guange 館閣, le système des bureaux académiques et administratifs au sein du gouvernement impérial de la dynastie Song qui jouait un rôle crucial dans la culture de l’élite lettrée et dans l’administration de l’État.
En 1057, il est appointé au bureau pour la révision des ouvrages médicaux. Il se charge de la compilation d’une pharmacopée, nommée Classique illustré de la materia medica, Tu jing bencao 图经本草 (ou Bencao tu jing 本草图经 son titre originel).
Après 1061, il est chargé de gouverner différentes régions. Il est envoyé en mission diplomatique auprès du gouvernement de la dynastie Liao 遼朝 / 辽朝, de l’Empire Khitan, au nord du territoire des Song. Sous l’empereur Zhezong (Song Zhezong 宋哲宗), il occupe successivement les postes de ministre de la Justice (Xíngbù shàngshū 刑部尚书 « ministre des châtiments »), ministre des Rites et après plusieurs postes prestigieux, il est promu premier ministre, Zǎixiàng 宰相 en 1092.
Le 3e mois de 1093, Su Song s'opposa sans succès à la nomination du ministre Jia Yi à un poste extérieur, et soumit un mémoire demandant à être relevé de ses fonctions. Il fut alors démis de son poste de Premier Ministre pour devenir Grand Académicien.
Sous l'empereur Huizong (Sòng Huīzōng 宋徽宗), il a été promu à la position de grand tuteur de l'héritier présomptif et a reçu le titre de duc de Zhao. Il meurt en 1101, à l'âge de 82 ans, il est fait duc de l’État de Wei 魏国公.

## Œuvres
Su Song était un érudit talentueux. Il maitrisait les connaissances de son époque sur l’histoire, la philosophie, la philologie, la botanique, l’ingénierie, la cartographe, et la musique. Il fut avec Shen Kuo l'un des savants les plus représentatifs de cette période en Chine.
Su Song a été notamment le concepteur d'une tour horloge astronomique à force hydraulique et qui utilisait l'échappement d'horlogerie,,,. Construite à Kaifeng, son mécanisme d'échappement avait déjà été inventé par le moine bouddhiste Yi Xing pour exploiter une sphère armillaire hydraulique, bien que la sphère armillaire de Su ait été la première à être créée avec une horloge mécanique en « dur »,. La tour horloge avaient également la plus ancienne transmission à chaîne connue, appelée tian ti (天梯), ou « échelle céleste », comme on peut le voir dans son traité d'horlogerie Xiangfayao Xinyi (新仪.象法要). La tour horloge indiquait de manière sonore les heures.
Le traité sur la tour horloge, Xiangfayao Xinyi, a survécu sous la forme écrite en 1092 et imprimé officiel puis la publication en 1094. Le livre a été analysé par de nombreux historiens, comme Joseph Needham. Toutefois, l'horloge elle-même a été démantelée par les envahisseurs Mandchous en l'an 1127 et, bien que des tentatives aient été faites pour remonter la tour, elle n'a jamais fonctionné. Bien que le traité sur la tour horloge soit le plus connu de ses traités, le polymathe Su Song avait composé d'autres œuvres. Il a réalisé un grand atlas céleste de plusieurs cartes, plusieurs cartes terrestres, ainsi qu'un traité de pharmacologie. Ce dernier traite des questions connexes en minéralogie, zoologie, botanique et métallurgie. Ses cartes utilisait également la projection de Mercator près de cinq cents ans avant qu'elle soit utilisée en Europe et connue par Gerardus Mercator.
Bien que plus tard, les écrits de voyageurs européens jésuite en Chine tels que Matteo Ricci et Nicolas Trigault aient mentionné les horloges chinoises à roues motrices, les premiers visiteurs européens en Chine ont cru à tort que les Chinois n'avaient jamais dépassé le stade de la clepsydre, de l'horloge à encens ou du cadran solaire. Ils ont estimé que la mécanique avancée des horloges était nouvelle pour la Chine, et ont pensé que c'était quelque chose de précieux que l'Europe pourrait offrir. Bien que moins importante que dans la période Song, des textes contemporains chinois de la dynastie Ming (1368-1644) décrivent plusieurs modèles d'horloges mécaniques en Chine du XIIIe au XVIe siècle.
Œuvres
- Tu jing bencao 图经本草 Classique illustré de la materia medica, ou Bencao tu jing 本草图经
- Xin Yi xiang Fayao, 新仪象法要, « Méthode essentielle pour un nouvel instrument astronomique »
- Su Wei Gong Wenji, 蘇魏公文集, « Collection des écrits de Su Wei »

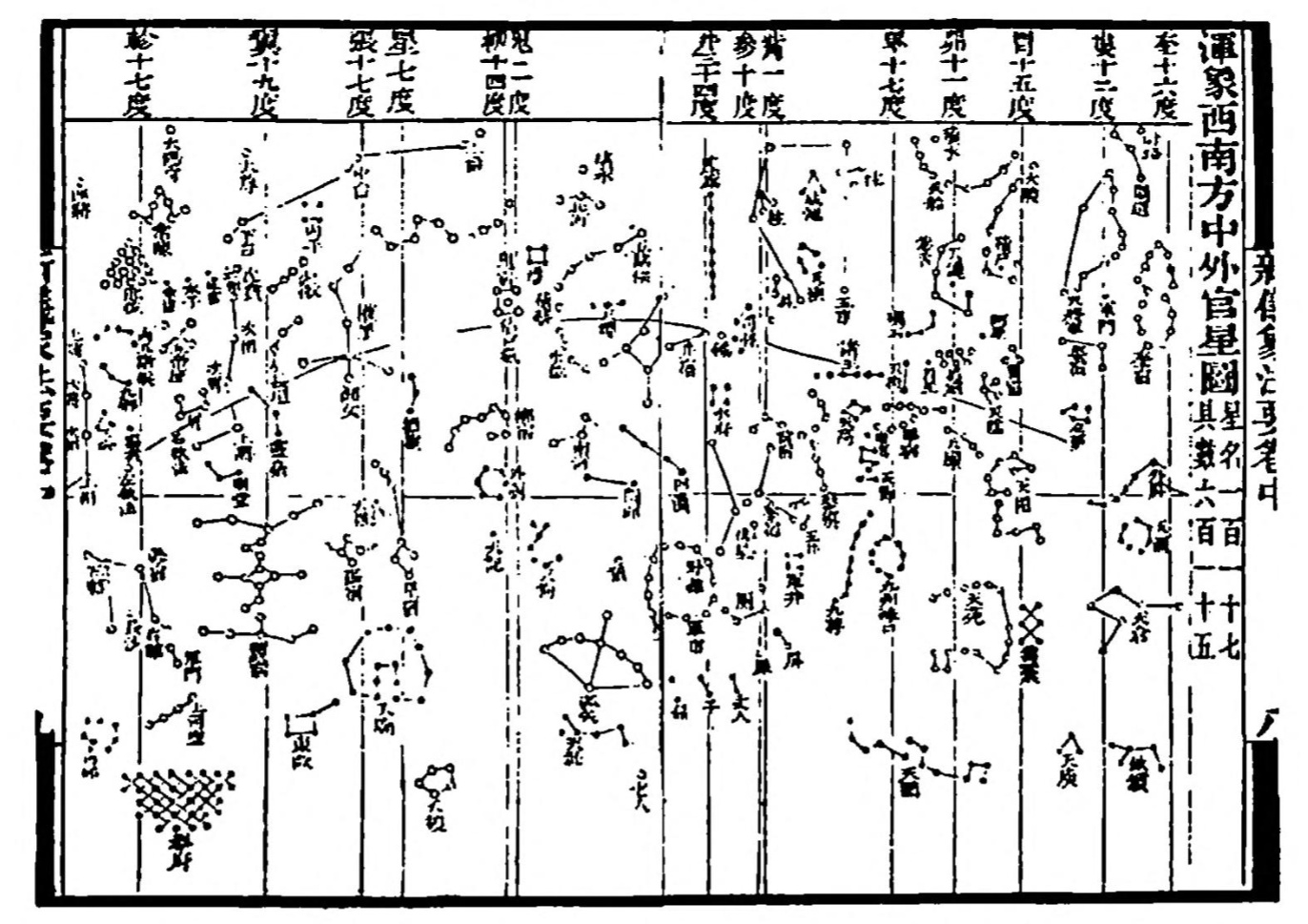
Carte des étoiles du globe céleste de Su Song
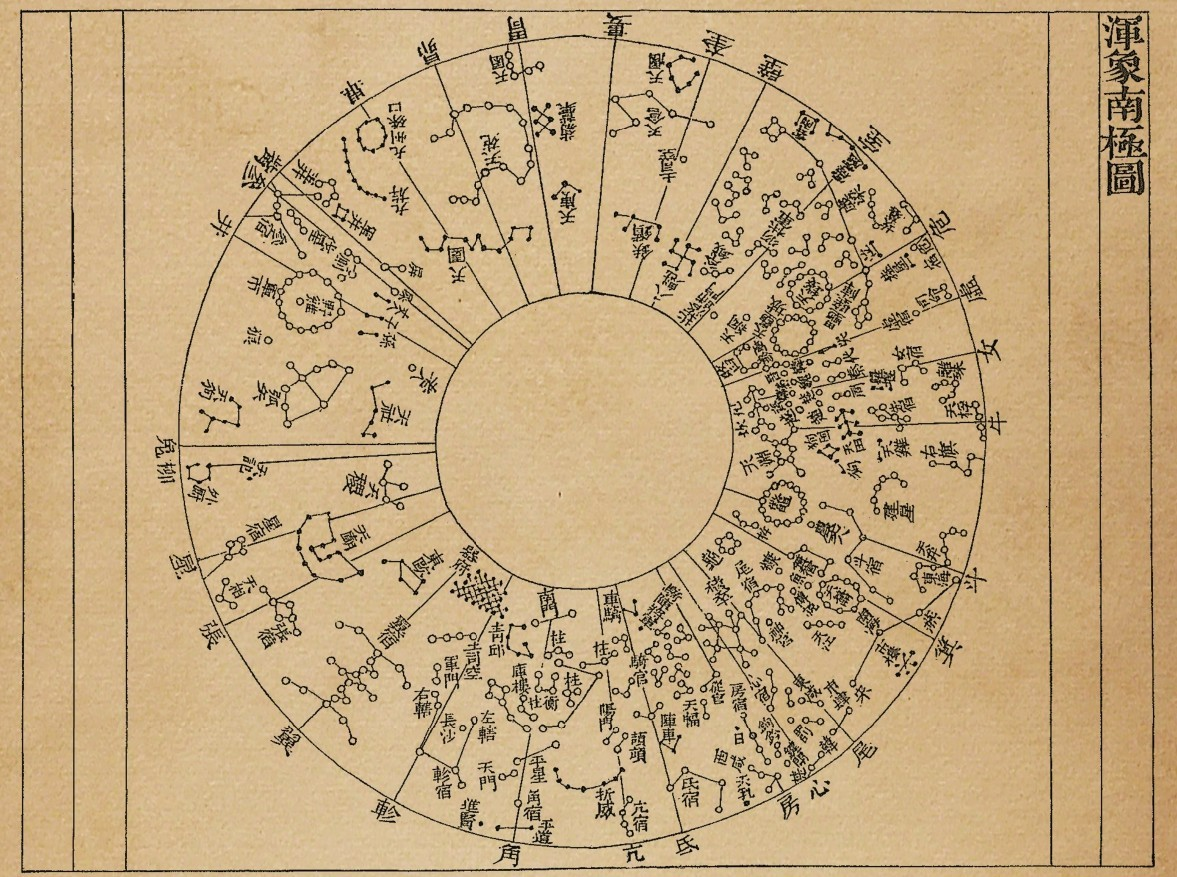
Carte des étoiles